# Автомагистрали в Сърбия
Автомагистралите в Сърбия (на сръбски: Аутопут) към 2016 година са 5 на брой. До 2013 г. магистралите нямат отделно обозначение, а вместо това на табелите е показвана само номерацията на европейския път, който следват. От 2013 г. е възприето обозначаване с буквата „А“ и номер след нея. Общата дължина на изградените автомагистрални пътища в страната към началото на 2021 година е 925 км. Магистралите са платени с пътна (тол) такса, като заплащането се извършва на тол-пунктове в брой или с карта. Максималната позволена скорост за движение по автомагистралите в Сърбия е 130 км/ч.

## Списък на сръбските автомагистрали
| Магистрала | Начало                  | Възли                                             | Край                  | Дължина | Изградени | Пусков срок    |
| ---------- | ----------------------- | ------------------------------------------------- | --------------------- | ------- | --------- | -------------- |
|            | ГКПП Рьоске ГКПП Хоргош | Суботица, Нови Сад, Белград, Ниш, Лесковац, Враня | Прешево Табановци     | 612 km  | 605 km    | В експлоатация |
|            | Белград                 | Обреновац, Чачак, Пожега, Иваница                 | Боляре                | 269 km  | 120 km    | Планирана      |
|            | Баяково Батровци        | Сремска Митровица                                 | Белград               | 95 km   | 95 km     | В експлоатация |
|            | Ниш                     | Пирот                                             | Градина ГКПП Калотина | 105 km  | 105 km    | В експлоатация |
|            | Чачак                   | Крушевац                                          | Пояте                 | 110 km  | 0 km      | Планирана      |
|            |                         |                                                   |                       | 1187 km | 925 km    |                |

|  | Тази страница частично или изцяло представлява превод на страницата Roads in Serbia#Serbian motorways в Уикипедия на английски. Оригиналният текст, както и този превод, са защитени от Лиценза „Криейтив Комънс – Признание – Споделяне на споделеното“, а за съдържание, създадено преди юни 2009 година – от Лиценза за свободна документация на ГНУ. Прегледайте историята на редакциите на оригиналната страница, както и на преводната страница, за да видите списъка на съавторите. ВАЖНО: Този шаблон се отнася единствено до авторските права върху съдържанието на статията. Добавянето му не отменя изискването да се посочват конкретни източници на твърденията, които да бъдат благонадеждни. |